# Бодзюцу
Бодзюцу (яп. 棒術 — «мистецтво жердини») — японськемистецтво ведення бою за допомогою дерев'яної палиці (яп. 棒 Бо — «палиця», «посох»; яп. 術 дзюцу — «мистецтво», «техніка»). Під палицею найчастіше йдеться про «бо».
Сьогодні Бодзюцу зазвичай пов'язують з кобудо Окінави або з японським корю будо, яке є одним з основних елементів класичного військового навчання. В окинавському варіанті зброю часто називають «kon».

## Історія
Мистецтво бою палицею (Бодзюцу) в складі староокинавських бойових мистецтв (Окінава кобудо) має найдавнішу історію, палиця застосовувалася як зброя найбільш широко, її використовували всі — від чиновників до селян. Мистецтво бою палицею вважалося обов'язковим предметом в програмі освіти окінавських дворян, його застосовувала й охорона королівського палацу, і служителі правопорядку в місті. Тому система навчання мистецтва бою палицею була розроблена надзвичайно ґрунтовно, та й ката в Бодзюцу значно більше, ніж в інших дисциплінах Окінавського кобудо.
Мистецтво Бодзюцу не зводиться до одного лише простому розмахуванню палицею. Тренуючись з палицею, приходить практика правильного використання стегон, живота і попереку, плечових і ліктьових суглобів, перенесення ваги тіла — тобто всього того, що є невіддільною частиною техніки використання тіла в бойових мистецтвах. Техніка роботи зі зброєю в Бодзюцу слідує філософії, згідно з якою, «бо» є всього лише «продовженням кінцівок».
Саме жердина входить в програму більшості шкіл східних бойових мистецтв — від китайського ушу до японського айкідо, тому з певної точки зору, «бо» і зовсім є символом азійських бойових мистецтв. Звідки він взагалі взявся, вже толком і не зрозуміти, проте в японських школах простежується нитка, що йде від традиційного окинавського кобудо. Популярність техніки Бодзюцу додається внаслідок своєрідності «бо» як зброї: за словами майстрів, будок, що освоїв достатньою мірою жердину, здатний потім боротися практично будь-якою зброєю, адже вміння застосовувати в бою довгу і досить важку палицю, як продовження власних кінцівок, дається не відразу і не просто. А тому Бодзюцу вивчається в школах бойових мистецтв не тільки як бойова, але і як дуже корисна тренувальна дисципліна.
За різноманітністю технік з Бодзюцу мало що може зрівнятися, адже його розвиток йшов протягом багатьох століть і триває навіть зараз. В принципі, можна сказати, що майже будь-яка техніка будь-якого іншої дерев'яної зброї може бути застосована і до жердини, бо походить воно по суті від нього самого. Випади від списа, рублячі удари алебарди, індивідуальні фінти — все це в сукупності та сформувало Бодзюцу.
Існує кілька варіантів палки «бо».
- «Рокусяку бо» — жердина довжиною 6 сяку (6 сяку — ~180 см);
- «Дзё» (близько 120—130 см);
- «Ханбо» або половинна жердина від стандартного «бо» в 6 сяку (3 сяку — ~90 см);
- «Танбо» (близько 50—60 см);

## Ката
- Осіро-но кон
- Сюсі-но кон
- Сакугава-но кон
- Соеісі-но кон
- Мацуйосі-но кон
- Конго-но кон
- Сіратару-но кон
- Йонегава-но кон
- Сунакаке-но кон
- Тенрі-но кон
- Токуміне-но кон
- Цукен сунакаке-но кон
- Сесое-но кон
- Тінен Сікіянака-но кон
- Тьоун-но кон
- Чятан Яру-но кон
- Катін-но кон
- Рюбі-но кон